# Cauquenes
Cauquenes – miasto w Chile, położone w południowo-zachodniej części regionu Maule.

## Demografia
Źródło.